# Субботін-Перм'як Петро Іванович
Петро Іванович Субботин-Перм'як (рос. Пётр Иванович Субботин-Пермяк, 6 (18) грудня 1886 року — 6 січня 1923 року) — комі-перм'яцький художник-авангардист, автор більш ніж 40 картин і близько 100 графічних творів, педагог, професор декоративного живопису.

## Життєпис
Петро Іванович Субботин-Перм'як народився 6 (18) грудня 1886 року в Російській імперії в місті Кудимкар Пермської губернії (зараз — Комі-Перм'яцький округ Пермського краю РФ). 1914 року закінчив Строгановськоє художньо-промислове училище в Москві, потім викладав у ньому до 1918. З 1919 року працював в Пермській губернії. Організував художньо-виробничі майстерні в Пермі, Кудимкарі і Кунгурі, які стали базою національної комі-перм'яцької художньої освіти. Був першим директором Пермського художнього технікуму, власноруч уклав альбоми національної комі-перм'яцької орнаментики. Заснував Комі-перм'яцький окружний краєзнавчий музей, який тепер носить його ім'я.
У творах Субботин-Перм'як пов'язав традиції комі-перм'яцького народного мистецтва з досягненнями світового авангарду початку 20 століття. Його роботи зберігаються в Комі-Перм'яцькому краєзнавчому музеї, Пермській державній художній галереї.

Художник В.Курдов, учень С.-П., пише про вчителя: 
|  | …На бледном бескровном лице -глубоко запавшие маленькие серые глаза без бровей. Тонкий нос с открытыми ноздрями. Тонкие губы сжаты. Голова со светлыми длинными волосами, подстриженными под скобку, высоко поднята. На тонкой шее с острым кадыком намотан киноварно-красный шерстяной, крестьянской работы шарф…Теперь ясно даю себе отчет, что передо мной образ финно-угорского пермяка-зырянина |

Помер Субботин-перм'як 6 січня 1923 року від чахотки, похований у Пермі на Егошихинськом кладовищі. 2001 року на його могилі відкритий новий пам'ятник.

## Галерея

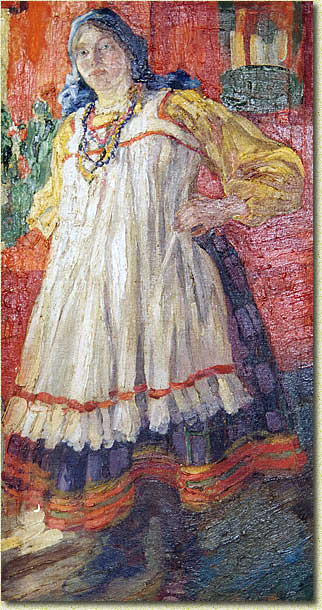
Воронізька баба. 1912.
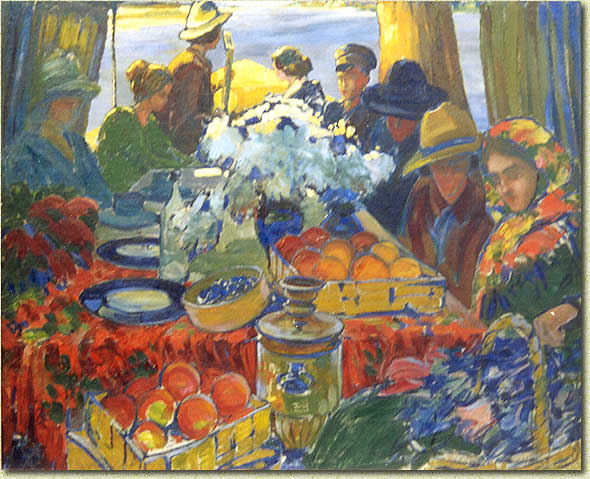
Вниз по річці. 1918.
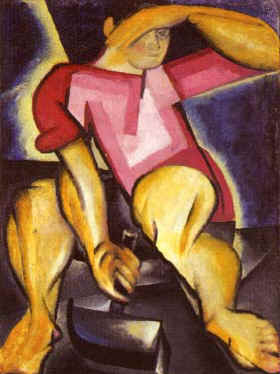
Робочий. 1921.
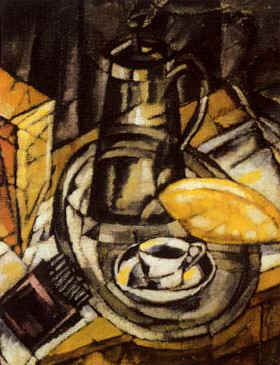
Натюрморт з булками і посудой. 1921.